# Women in Music
Women in music (en español: Las mujeres en la música) fue una revista tipo boletín de noticias estadounidense fundada en julio de 1935 por su editora y redactora, Frédérique Petrides, en ese entonces directora de la Orchestrette Classique —una orquesta con sede en Nueva York formada por mujeres. La publicación funcionó hasta diciembre de 1940. Los treinta y siete ejemplares existentes se reimprimieron en el libro de Jan Bell Groh de 1991, Evening the Score: Women in Music and the Legacy of Frédérique Petrides (El crepúsculo de la música: Las mujeres en la música y el legado de Frédérique Petrides). El título del boletín, Women in Music, fue acuñado en 1935 por el periodista Peter Petrides, marido de Frédérique, para sintetizar la esencia de su contenido.